# Weis (Willemstad)
Weis – osada (buurt) w dzielnicy Mon Repos, miasta Willemstad, w dystrykcie Willemstad, w kraju autonomicznym Curaçao, należącym do Holandii, w Ameryce Południowej. 20 października 2023 r. liczyła 807 mieszkańców.  